# Macklemore
Macklemore, właśc. Ben Haggerty (ur. 19 czerwca 1983 w Seattle) – amerykański raper. Rozpoczął tworzyć muzykę w 2000 roku, a następnie podjął współpracę z producentem Ryanem Lewisem, skrzypkiem Andrew Joslynem oraz trębaczem Owuor Arunga. Przed podpisaniem kontraktu z wytwórnią płytową wydał jeden mixtape, trzy minialbumy oraz jeden album.
Jego teledysk do singla „Thrift Shop” zyskał ponad 1,5 miliarda wyświetleń w serwisie YouTube, zajmując pierwsze miejsce na liście Billboard Hot 100 i osiągając sprzedaż w wysokości pięciu milionów kopii. Singel „Can’t Hold Us”, nagrany we współpracy z Ryanem Lewisem i Rayem Daltonem również zdobył ogólnoświatowe uznanie.
Macklemore wraz z producentem Ryanem Lewisem wydał debiutancki album pt. „The Heist” 8 października 2012 roku, który uzyskał drugie miejsce na liście Billboard 200, sprzedając się w pierwszym tygodniu w ilości 78 tysięcy kopii. Podczas 56. ceremonii wręczenia nagród Grammy w 2014 roku duet zdobył cztery statuetki.
26 lutego 2016 ukazał się kolejny album Macklemore’a powstały we współpracy z Ryanem Lewisem, zatytułowany „This Unruly Mess I've Made”.
Macklemore wraz z zespołem wystąpił na pięciu koncertach w Polsce. Pierwszy z nich odbył się w warszawskim Torwarze 24 września 2013 roku i promował „The Heist”, drugi, promujący „This Unruly Mess I've Made”, w łódzkiej Atlas Arenie 18 marca 2016 r., trzeci, ponownie w warszawskim Torwarze, promujący album „Gemini” 26 kwietnia 2018 dla blisko 6 000 słuchaczy, czwarty podczas Kraków Live Festival 17 sierpnia 2019 i piąty, promujący trzeci solowy album artysty „Ben”, odbył się w EXPO XXI w Warszawie 29 kwietnia 2023.

## Wczesne życie
Ben Haggerty urodził się 19 czerwca 1983 roku w Seattle, gdzie dorastał. Uczęszczał do Garfield High School i Nathan Hale High School. Mimo że nie urodził się w muzykalnej rodzinie, to jego rodzice popierali jego muzyczne przedsięwzięcia. Haggerty miał 6 lat, kiedy po raz pierwszy usłyszał utwory hip-hopowej grupy Digital Underground. Mając czternaście lat, po raz pierwszy zaczął pisać teksty utworów. W tym wieku jego przyjaciele nazywali go "professor Macklemore".

## Życie prywatne
Jest żonaty, ma dwie córki.

## Dyskografia

### Albumy
- Open Your Eyes (2000)
- The Language of My World (2005)
- The Unplanned Mixtape (2009)
- The Vs. EP (wraz z Ryanem Lewisem) (2009)
- The Vs. Redux (wraz z Ryanem Lewisem) (2010)
- The Heist (wraz z Ryanem Lewisem) (2012)
- This Unruly Mess I've Made (wraz z Ryanem Lewisem) (2016)
- Gemini (2017)
- Ben (2023)

### Single
- 2005: Love Song (feat. Evan Roman)
- 2009: The Town
- 2011: And We Danced (feat. Ziggy Stardust)
- 2011: Wings
- 2012: Same Love (feat. Mary Lambert)
- 2012: Thrift Shop (feat. Wanz)
- 2013: Can’t Hold Us (feat. Ray Dalton)
- 2013: White Walls (feat. Schoolboy Q & Hollis)
- 2015: Downtown (feat. Eric Nally, Melle Mel, Kool Moe Dee & Grandmaster Caz)
- 2016: Dance Off (feat. Idris Elba & Anderson .Paak)
- 2017: Glorious (feat. Skylar Grey) – platynowa płyta w Polsce[9]
- 2017: Marmalade (feat. Lil Yachty)
- 2017: Good Old Days (feat. Kesha)
- 2019: I Don’t Belong in This Club (wraz z Why Don't We)
- 2019: Shadow (feat. Iro)
- 2019: It’s Christmas Time (feat. Dan Caplen)
- 2021: Next Year (feat. Windser)
- 2022: Chant (wraz z Tones and I)
- 2022: Maniac (feat. Windser)
- 2022: Faithful (wraz z NLE Choppa)
- 2023: Heroes (feat. DJ Premier)

### Single promocyjne
- 2010: My Oh My
- 2011: Otherside (Redux Live)
- 2009: Irish Celebration
- 2015: Growing Up (feat. Ed Sheeran)
- 2015: White Privilege II

### Teledyski
- 2011: My Oh My
- 2011: Irish Celebration
- 2011: Wings
- 2011: Otherside (feat. Fences)
- 2011: Otherside (Remix) (feat. Fences)
- 2011: And We Danced (feat. Ziggy Stardust)
- 2012: Victory Lap
- 2012: Thrift Shop (feat. Wanz)
- 2012: Same Love (feat. Mary Lambert)
- 2013: Can’t Hold Us (feat. Ray Dalton)
- 2013: White Walls (feat. Schoolboy Q & Hollis)
- 2015: Downtown (feat. Eric Nally, Melle Mel, Kool Moe Dee & Grandmaster Caz)
- 2016: Kevin (feat. Leon Bridges)
- 2016: Dance Off (feat. Idris Elba & Anderson .Paak)
- 2016: Drug Dealer (feat. Ariana Deboo)
- 2017: Glorious (feat. Skylar Grey)
- 2017: Marmalade (feat. Lil Yachty)
- 2017: Good Old Days (feat. Kesha)
- 2017: Corner Store (feat. Dave B & Travis Thompson)